# Ромео Кастелен
Ромео Кастелен (нід. Romeo Castelen, нар. 3 травня 1983, Парамарибо) — нідерландський футболіст, що грав на позиції нападника, зокрема, за національну збірну Нідерландів. Після завершення кар'єри гравця — футбольний агент.

## Клубна кар'єра
Народився 3 травня 1983 року в суринамському Парамарибо. Дитиною перебрався до Нідерландів, де займався футболом в академіях клубів «Де Волевейккерс», «Спарта» (Роттердам) та «АДО Ден Гаг».
У дорослому футболі дебютував 2000 року виступами за основну команду «АДО Ден Гаг», в якій провів чотири сезони, взявши участь у 83 матчах чемпіонату. Перші три сезони грав у другому за силою Еерстедивізі, а в сезоні 2002/03 допоміг команді підвищитися у класі до елітного Ередивізі.
Після першого ж сезону в еліті був запрошений до «Феєнорда», за який грав протягом 2004—2007 років.
2007 року відмовився від подовження контракту з «Феєнордом», натомість на правах вільного агента став гравцем німецького «Гамбурга», з яким уклав угоду на чотири роки. Період перебування у гамбурзькому клубі був свповнений численних травм, тож за чотири роки Кастелен зміг занести до свого активу лише 17 матчів у Бундеслізі.
Залишивши Гамбург, як вільний агент приєднався до російської «Волга» (Нижній Новгород), за яку провів лише дві гри. Того ж 2013 року повернувся на батьківщину, де провів доволі успішний сезон за «Валвейк».
Згодом грав у Австралії за «Вестерн Сідней Вондерерз», у Південній Кореї за «Сувон Самсунг Блювінгз» та у Китаї за «Чжецзян Ітен».
Завершив професійну ігрову кар'єру на батьківщині у клубі «ВВВ-Венло», за команду якого виступав протягом частини 2018 року.

## Виступи за збірні
Залучався до складу молодіжної збірної Нідерландів. На молодіжному рівні зіграв в 11 офіційних матчах, забив 4 голи. 2006 року став у складі нідерландської «молодіжки» переможцем тогорічного молодіжного Євро.
2004 року дебютував в офіційних матчах у складі національної збірної Нідерландів. Протягом кар'єри у національній команді, яка тривала 4 роки, провів у її формі 10 матчів, забивши 1 гол.
| Дата       | Місто     | Господарі          | Результат | Гості      | Турнір            | Голи | Примітки |
| ---------- | --------- | ------------------ | --------- | ---------- | ----------------- | ---- | -------- |
| 18-4-2004  | Стокгольм | Швеція             | 2 – 2     | Нідерланди | товариський матч  | -    |          |
| 8-9-2004   | Амстердам | Нідерланди         | 2 – 0     | Чехія      | Відбір до ЧС 2006 | -    |          |
| 9-10-2004  | Скоп'є    | Північна Македонія | 2 – 2     | Нідерланди | Відбір до ЧС 2006 | -    |          |
| 13-10-2004 | Амстердам | Нідерланди         | 3 – 1     | Фінляндія  | Відбір до ЧС 2006 | -    |          |
| 9-2-2005   | Бірмінгем | Англія             | 0 – 0     | Нідерланди | товариський матч  | -    |          |
| 26-3-2005  | Бухарест  | Румунія            | 0 – 2     | Нідерланди | Відбір до ЧС 2006 | -    |          |
| 30-3-2005  | Ейндговен | Нідерланди         | 2 – 0     | Вірменія   | Відбір до ЧС 2006 | 1    |          |
| 12-11-2005 | Амстердам | Нідерланди         | 1 – 3     | Італія     | товариський матч  | -    |          |
| 2-6-2007   | Сеул      | Південна Корея     | 0 – 2     | Нідерланди | товариський матч  | -    |          |
| 6-6-2007   | Бангкок   | Таїланд            | 1 – 3     | Нідерланди | товариський матч  | -    |          |
| Усього     |           | Матчів             | 10        |            | Голів             | 1    |          |

## Титули і досягнення
- Чемпіон Європи (U-21): 2006